# شاتورا
شاتورا (بالروسية: Шатура) هي إحدى مدن روسيا في الكيان الفدرالي الروسي موسكو أوبلاست.

## توأمة
لشاتورا اتفاقيات توأمة مع:
- هاسكوفو [5]